# Mugiliformes
Los Mugiliformes son un orden de Teleosteros muy extendido por todo el mundo, tanto en mares templados como tropicales, con algunas especies de estuario e incluso de agua dulce.
Poseen vejiga natatoria cerrada, dos aletas dorsales, aleta caudal ahorquillada, y aleta anal opuesta a la segunda dorsal, con una longitud máxima descrita de 90 cm.
Algunas especies de este orden son útiles en acuicultura, y muy estimados por su carne y huevas, ejemplo del mújol (Mugil cephalus).

## Sistemática
El orden está considerado la base de la clase Actinopterygii, de la que derivan evolutivamente todos los demás órdenes. Existe una única familia considerada dentro de los mugiliformes:
- Familia Mugilidae (Linnaeus, 1758)